# Callistosporium krambrukum
Callistosporium krambrukum är en svampart som beskrevs av Grgur. 1997. Callistosporium krambrukum ingår i släktet Callistosporium och familjen Tricholomataceae.   Inga underarter finns listade i Catalogue of Life.